# Tu falta de querer
«Tu falta de querer» es una canción de la cantante chilenomexicana Mon Laferte, lanzada en enero y agosto de 2015 como el segundo sencillo de su cuarto álbum de estudio titulado Mon Laferte, vol. 1.

## Antecedentes
Al momento de escribir la canción, la artista pasaba por una depresión provocada por el rompimiento de la relación con su pareja que la llevó a pensar en el suicidio. Según explicó en una entrevista: «Yo escribí de cómo me sentía y andaba ahí la melodía como dando vueltas en mi cabeza».
El 30 de agosto de 2014, Laferte lanzó a través de su cuenta oficial de YouTube la primera versión de la canción, en la cual vemos a la cantautora junto a su guitarra interpretando el tema de forma acústica en el living de su casa. Ha sido realizado con ayuda de sus amigas quienes grabaron esta versión de la canción con el teléfono y una de ellas le consultó si podía subirlo a YouTube, a lo cual Laferte respondió «si nadie lo va a ver». Pronto este vídeo se hizo cada vez más popular con respecto al resto de los vídeos de su canal. Actualmente posee sobre ocho millones de visitas.
El 31 de enero de 2015, lanzó el álbum Mon Laferte, vol. 1, el cual incluye la canción. El 21 de agosto de ese mismo año el álbum fue relanzado y remasterizado, esta vez a través de Universal Music, donde se incluyó una nueva versión de «Tu falta de querer», la cual se diferenciaba por el cambio de un solo de trompeta por uno de guitarra.[cita requerida]

## Videoclip musical
En el videoclip oficial Laferte aparece vestida de novia exponiendo su alma en llanto, acompañada por una marcha fellinesca en un recorrido por el cerro de San Pedro en San Luis Potosí, México.
El videoclip es lanzado el 14 de octubre del 2015, a través del canal VEVO de la cantante, transformándose en tendencia y en uno de los videos más vistos de una cantante chilena. El 5 de mayo del 2017, llega a las 100 millones de reproducciones en la plataforma de YouTube siendo su primer VEVO Certified.

## Recepción
La canción logró convertirse en un éxito mexicano y latinoamericano, alcanzando la posición número 4 en las radios de México y ubicándose en el top 100 de iTunes por más de 6 meses. 
En Chile, su país natal, la canción inicialmente tuvo un éxito moderado, escalando levemente en las listas durante 2015 y alcanzando su pico en el número 17. Posteriormente, la canción reingresó en 2017 a las listas chilenas, debido a la popularidad mediática que estaba teniendo Mon como jurado y artista del Festival de Viña del Mar 2017, llegando al top 10 en febrero y alcanzando el número 9 la semana del 25 de febrero. Finalmente, con su aplaudida y polémica presentación en la última noche del festival, la canción aumentó enormemente sus ventas digitales, dobló sus reproducciones en streaming y escaló impresionantemente en las radios chilenas, alcanzando el puesto número #3 en el Chile Singles Chart.

## Versiones de otros artistas
Esta canción es versionada por artistas latinoamericanos de diferentes géneros, sobre todo en Argentina y México. 
En Argentina, el grupo de música tropical y de cuarteto, Banda XXI, hiciera su versión en cumbia de esta canción y en su concierto, la cantaron a dúo con la cantante peruana Johana Rodríguez, quien fue en ese entonces integrante de la banda Viru Kumbieron. 
También, la cantante argentina Karina "La Princesita" interpretó su propia versión de este tema en la gala de canto del controvertido reality show de talentos mixtos Showmatch: La Academia. 
En Perú este tema también es versionado por grupos de cumbia y salsa como Orquesta Candela y Son Tentación. 
En los Estados Unidos, la mexicana Kika Edgar imitó a esta artista interpretando esta canción en el segundo capítulo de la segunda temporada del programa de imitaciones de Univision, Tu cara me suena. 
Además, esta canción también fue versionada en internet por cantantes nuevos, siendo la versión más destacada en internet es la de la mexicana Carolina Ross, en su canal de Youtube.

## Posicionamiento en listas
| Listas (2016-17)        | Mejor posición |
| ----------------------- | -------------- |
| Chile (Monitor Latino)  | 15             |
| México (Monitor Latino) | 5              |

| Listas (2025)                 | Mejor posición |
| ----------------------------- | -------------- |
| Argentina (Billboard Hot 100) | 93             |

## Certificaciones
| País (organismo certificador) | Certificación     | Unidades certificadas |
| ----------------------------- | ----------------- | --------------------- |
| México (AMPROFON)             | 3x Diamante + Oro | 930 000               |
| España (PROMUSICAE)           | Oro               | 30 000                |

## Premios y nominaciones
Mon Laferte ganó un premio MTV Millenial Awards, por el video musical de la canción, bajo la categoría Video Latino del Año.
| Año  | Premio               | Categoría            | Trabajo              | Resultado |
| ---- | -------------------- | -------------------- | -------------------- | --------- |
| 2016 | MTV Millenial Awards | Video Latino del Año | «Tu falta de querer» | Ganadora  |